# Zhang Xianzhong
Zhang Xianzhong (張獻忠 o Chang Hsien-chung; 18 de septiembre de 1606 - 2 de enero de 1647), nombre de cortesía Bingwu (秉吾), seudónimo Jingxuan (敬軒), fue un líder campesino chino que dirigió una rebelión campesina de Yan'an wei, Shaanxi (hoy Yulin, provincia de Shaanxi) durante la transición entre las dinastías Ming-Qing. Conquistó Sichuan en 1644 y se nombró rey y más tarde emperador de la dinastía Xi. Su gobierno en Sichuan fue breve siendo asesinado por el ejército invasor Qing. Se le asocia comúnmente con las masacres de Sichuan que despoblaron la región. Sin embargo, se discute el alcance de sus matanzas.

## Biografía

### Primeros años de vida
Nació en Liushujian (柳树涧; literalmente 'manantial de sauce', moderna Dingbian, provincia de Shaanxi), en una familia pobre. Fue descrito como alto de estatura, tez amarilla y «barbilla de tigre» (虎頷), por lo que se le dio el sobrenombre de «Tigre Amarillo».  Sirvió en el ejército Ming, y mientras estuvo en el ejército fue condenado a muerte por violaciones de las reglas militares, pero fue indultado después de la intervención de un oficial superior que quedó impresionado por su apariencia.

### Como líder rebelde
Hacia el final de la dinastía Ming, estallaron sequías, hambrunas y epidemias en diversas partes de China. A finales de la década de 1620, los campesinos se rebelaron en Shaanxi, resistiendo los intentos del gobierno Ming de recaudar cereales e impuestos. Se fusionaron en ejércitos rebeldes llamados «bandidos errantes» (liúkòu流寇) debido a su naturaleza altamente móvil y se extendieron a otras partes de China. Zhang desertó del ejército, y en 1630 se unió a las fuerzas rebeldes en el condado de Mizhi estableciéndose como líder rebelde, autodenominándose Bada Wang (八大王, Octavo Gran Rey). Sus fuerzas móviles realizarían incursiones a lo largo del borde occidental de Shaanxi, saqueando rápidamente y escondiéndose en las colinas. Posteriormente se trasladó a otras provincias, moviéndose de un lugar a otro asaltando pueblos y ciudades. Fue derrotado en varias ocasiones por las fuerzas Ming; también se rendiría cuando le convino hacerlo, por ejemplo en 1631 y 1638, pero luego se reagruparía y reanudaría la rebelión.
En 1635 se unió a una confederación más grande de bandidos que incluía a otro líder rebelde, Li Zicheng (más tarde Li capturaría Pekín y pondría fin al gobierno Ming allí). Devastaron Henan y avanzaron hacia Anhui. Después de quemar el templo ancestral Ming en Zhongdu (Fengyang) en Anhui y devastar el área, los ejércitos rebeldes se dividieron y Zhang se dirigió a Hubei. En 1637, unido a otros rebeldes y con un ejército que alcanzaba ya los 300.000 hombres, volvió a avanzar hacia Anhui, luego hacia Jiangsu, y casi hasta Nankín, capital auxiliar de Ming. Pero allí fue inmediatamente derrotado y se retiró a Hubei. En 1638, se rindió al comandante supremo Ming[cita requerida]  Xiong Wencan (熊文燦), y se le permitió servir como comandante regional Ming. Sin embargo, en 1639 incumplió el acuerdo y se rebeló derrotando a las fuerzas Ming lideradas por el general Ming Zuo Liangyu (左良玉). En 1640, sufrió derrotas a manos de Zuo y tuvo que huir con los pocos seguidores que le quedaban a las montañas del este de Sichuan. En 1641 salió de Sichuan y atacó Xiangyang, capturando y ejecutando allí al príncipe imperial.
En 1643, tomó Macheng en Hubei y su ejército aumentó a unos 57.000 hombres después de incorporar a los rebeldes de la ciudad. Luego capturó la capital provincial de Wuchang, mató allí al príncipe imperial y se proclamó «Xi Wang» (Rey de Occidente). Sin embargo, Wuchang pronto fue recapturado por las fuerzas Ming, y durante un tiempo permaneció en Changsha, donde controló gran parte de Hunan y parte de Jiangxi.

### Conquista de Sichuan
En 1644, decidió abandonar Hunan y dirigió a 100.000 de sus tropas hacia Sichuan. Su ejército convergió en Chongqing desde dos direcciones y rodeó la ciudad. Después de varios días de lucha, su ejército logró abrir un agujero en la muralla de la ciudad y la capturó el 25 de julio de 1644. Se dice que cortó las manos de los defensores y masacró a un gran número de personas.
La conquista de otras zonas de Sichuan se hizo más fácil después de prometer no dañar a la población local si capturaban a sus funcionarios, tomaban posesión del almacén y se rendían sin resistencia. Tomó Chengdu el 9 de septiembre de 1644 y posteriormente no encontró oposición real en el resto de Sichuan. Luego instaló una corte en Chengdu, a la que renombró Xijing (西京, Capital Occidental), y se declaró rey de la dinastía Xi (大西王朝, Gran Dinastía Occidental). En el décimo mes lunar de 1644 se declaró emperador con el título real de Dashun.

### Gobernador en Sichuan

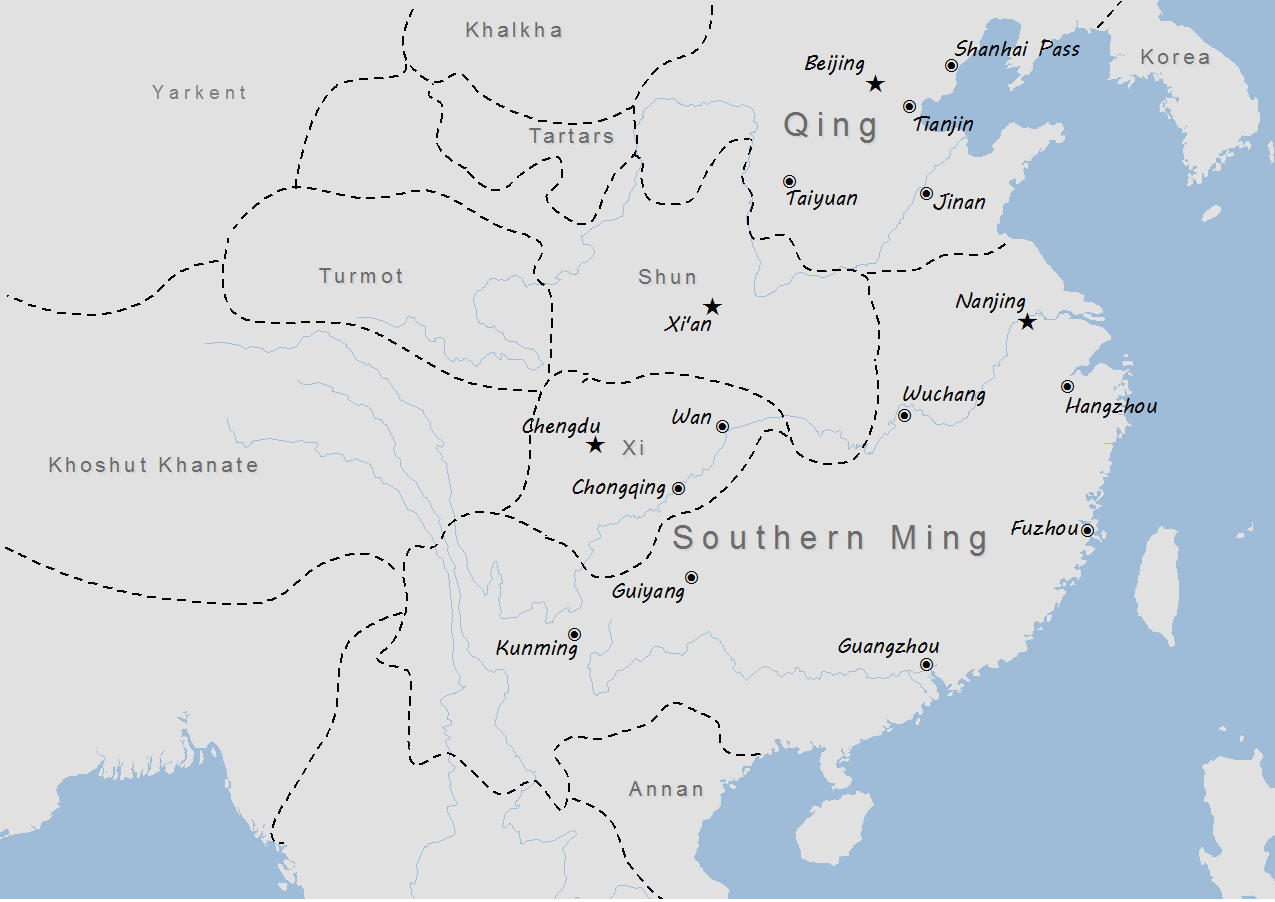
La situación en noviembre de 1644; el reino de Zhang Xianzhong (Xi) estaba cerca de su mayor extensión

En Sichuan intentó establecer una administración civil y al principio obtuvo un apoyo considerable. Según un relato del misionero jesuita portugués Gabriel de Magalhães, que trabajaba en el lugar junto con su compañero Ludovico Buglio (ambos presionaron para servir como astrónomos de Zhang):

«comenzó su gobierno con tanta liberalidad, justicia y magnificencia que cautivó todos los corazones, tantos mandarines, famosos tanto en los asuntos cívicos como en los militares, a quienes el miedo mantenía ocultos, abandonaron sus escondites y volaron a su lado».

Sin embargo, la resistencia a su gobierno no cesó y Chongqing fue reconquistada por los leales a Ming en la primavera de 1645. A continuació, Zhang se embarcó en una campaña de terror, que ya estaba en marcha a mediados de 1645, para acabar con la resistencia restante en Sichuan. En noviembre de 1645, según de Magalhães, Zhang, después de enterarse de que «un enorme y poderoso ejército venía contra él», anunció que «el pueblo de su reino tenía un pacto secreto con el enemigo y planeaba un levantamiento; por eso estaba decidido a matar cualquier resistencia sospechosa». Los misoneros, que ahora «comprendieron la maldad de este hombre», informaron que si bien lograron salvar a algunos de sus hermanos jesuitas que fueron secuestrados, el resto fueron asesinados.  La política de terror de Zhang aumentó en intensidad, especialmente en 1646 después de que decidió abandonar Sichuan. Para entonces, su gobierno prácticamente se había desintegrado y todos menos tres de sus principales funcionarios se habían suicidado o fueron ejecutados.

### Muerte
El manchú Aisin Gioro fundó la dinastía Qing en 1636 y avanzó a través de la Gran Muralla después de la caída de la dinastía Ming ante los rebeldes de Li Zicheng en 1644. En 1646, los Qing enviaron una fuerza bajo el liderazgo de Hooge con la intención de atacar los dominios de Zhang en Sichuan, que en octubre de 1646, decidió abandonar Sichuan y se dirigió hacia su tierra natal en Shaanxi. Sin embargo, el ejército Qing también se acercaba desde Shaanxi, y en enero de 1647, Zhang y las fuerzas Qing se reunieron en Xichong, donde este había instalado su campamento, y murió en el enfrentamiento. Según un relato, fue traicionado por uno de sus oficiales, un nativo de Sichuan llamado Liu Chin-chung (Liu Jinzhong), que estaba resentido por su política de terror en Sichuan. Zhang fue alertado de su presencia y decidió enfrentarlos con sólo 8 a 10 hombres. Liu señaló a Zhang a los Qing cuando este salió corriendo de su tienda al enterarse de la traición, y luego un hábil arquero manchú lo mató. El Documento de Historia de Qing tiene un relato completamente diferente de su muerte y dice que Oboi lo mató durante una batalla.

## Devastación de Sichuan
Los acontecimientos que rodearon su gobierno y la devastación de Sichuan, donde se decía que había "participado en uno de los genocidios más espeluznantes de la historia imperial".  En varios relatos se recopilaron historias escabrosas de sus asesinatos y desollamientos. Según Shu Bi (蜀碧), un relato de la masacre del siglo XVIII, después de cada matanza, se recogían las cabezas o cráneos y se colocaban en varios montones grandes, mientras que las manos se colocaban en otros montones grandes, y las orejas y narices en más montones, de modo que Zhang podría llevar la cuenta de sus asesinatos.  En un incidente, se dice que organizó un examen imperial aparentemente para reclutar académicos para su administración, sólo para que todos los candidatos, que eran muchos miles, fueran asesinados. En otro, para agradecer su recuperación tras una enfermedad, se decía que había cortado los pies a muchas mujeres. Los pies cortados se amontonaron en dos montones y los de su concubina favorita, cuyos pies eran inusualmente pequeños, se colocaron encima. Estos dos montones de pies fueron luego empapados en aceite y prendidos fuego para convertirse en lo que él llamó «velas celestiales».
Se informó que ordenó más masacres antes de abandonar Chengdu antes de la llegada de los ejércitos Qing. Las masacres, una hambruna y una epidemia posteriores, los ataques de tigres, así como la gente que huía de los disturbios y de los ejércitos Qing, provocaron una despoblación a gran escala de Sichuan. Se cree que las zonas más afectadas fueron Chengdu y sus condados circundantes (principalmente en la llanura de Chengdu), y lugares en el camino de la retirada de Zhang de Chengdu a Shaanxi. 

### Estela de las siete muertes
Sin embargo, existen dudas considerables de que este relato sea exacto. En 1934, un misionero encontró una estela que se cree que es esta misma; su reverso contiene una inscripción adicional de un general Ming del Sur que conmemora las numerosas víctimas de Zhang cuyos huesos había recolectado y enterrado en 1646.  Si bien las dos primeras líneas del poema de esta estela son similares, la línea con las siete muertes está ausente en ella. En cambio, la línea real dice: «Los espíritus y los dioses lo saben, así que reflexionen sobre esto y examínense a sí mismos» (鬼神明明，自思自量). Por lo tanto, muchos consideraron que la historia era una distorsión de la era Qing.

### Muertes
Se desconoce el número real de personas asesinadas por Zhang y está en disputa. La historia oficial de la dinastía Ming Ming Shi registró una cifra de 600 millones de muertes debido a las actividades de Zhang, una evidente exageración, ya que la población total de China en ese momento era menos de 150 millones, quizás mucho menor. Según una evaluación de un historiador moderno, «se dice que el número de muertos fue enorme, posiblemente un millón de una población provincial total de tres millones, antes de que finalmente fuera asesinado por los manchúes». La combinación de muertes por las masacres y otras causas, así como la huida de personas de la provincia, provocaron una fuerte caída de la población de Sichuan. Se estima que la población se redujo hasta en un 75%, quedando menos de un millón de personas en Sichuan, la mayoría de las cuales estaban agrupadas en las áreas periféricas. La última cifra del censo Ming en Sichuan en 1578 (más de 60 años antes de que Zhang entrara en Sichuan) arrojó una población de 3.102.073. Sin embargo, en 1661, sólo 16.096 varones adultos estaban registrados en Sichuan, y se decía que Chengdu se había convertido en una virtual ciudad fantasma frecuentada por tigres. Una cifra posterior de Sichuan data de la década de 1720, más de 70 años después de la muerte de Zhang y mucho después de que comenzara el reasentamiento de Sichuan, y registró 634.802 hogares (que, según una estimación, eran alrededor de 2,5 millones de personas).
Muchos, aunque reconocen las masacres cometidas, no creen que Zhang fuera responsable de la mayor parte del colapso poblacional en Sichuan, y piensan que la mayor pérdida ocurrió después de su muerte debido a la continua agitación, el hambre y las enfermedades. Algunos argumentaron que, si bien muchos murieron, Sichuan no quedó prácticamente despoblada como se registra. Algunos historiadores chinos modernos lo consideraron un protorrevolucionario, sosteniendo que los relatos de las masacres eran exagerados o fueron cometidos por otros, incluidos los ejércitos Qing, y que sus víctimas eran nobles Ming, terratenientes ricos y otros elementos «contrarrevolucionarios», y que su atroz reputación era el resultado de «calumnias Qing» y «propaganda reaccionaria».

## Secuelas
Antes de abandonar Sichuan, Zhang dividió sus fuerzas en cuatro secciones, cada una dirigida por uno de sus cuatro generales (Li Dingguo, Sun Kewang, Liu Wenxiu, Ai Nengqi). Estos restos de su ejército, así como los leales a Ming, resistieron en Sichuan, Yunnan y Guizhou después de la muerte de Zhang, y la mayor parte de Sichuan no quedó bajo el control de los Qing hasta aproximadamente una docena de años después, en que la lucha finalmente terminó en el este de Sichuan en 1664.

### Reasentamiento de Sichuan
Para llenar las regiones despobladas de Sichuan, durante la dinastía Qing se inició un programa de reasentamiento masivo, que comenzó alrededor de 1670 o 1671 y duró más de dos siglos. Millones de personas de Hubei, Fujian, Jiangxi, Guangdong, Shaanxi y otras provincias fueron reasentadas en Sichuan. Algunos de los primeros inmigrantes fueron aquellos que regresaron después de huir de Sichuan (incluidos los antepasados del líder chino Deng Xiaoping), pero algunos también fueron coaccionados. Un gran número de inmigrantes procedían de Huguang (ahora Hubei/Hunan), por lo que el erudito del siglo XIX Wei Yuan describió la migración como «Huguang rellenando Sichuan». En la década de 1720, se decía que entre el 70% y el 80% de la población de Sichuan no era nativa, y hasta el 85% un siglo después.